# 阿基米得
阿基 米得（あき よねと 1949年 - ）は、日本の著作家。

## 概要
1980年代初頭に出版した『謎のカタカムナ文明』で、公刊された本としては初めてカタカムナ文明を紹介したと主張している。
筆名の阿基米得は、アルキメデスの中国語表記を日本語風に読みを与えたものである。「謎のカタカムナ文明」以前にも、この筆名で雑誌『地球ロマン』、『迷宮』等へ、寄稿していた。梁瀬 光世（やなせ こうせい）の筆名でも書籍等執筆している。

## 略歴
青森県に生まれる。1974年：東北大学理学部を卒業。

## 著書
単行本
- 『謎のカタカムナ文明』（徳間書店 ISBN 4-19-552245-5）1981年

雑誌等
- 『現代思想のキーワード ― 別冊宝島 18』（JICC出版局）1988年
- 『地球ロマン』絃映社
- 『迷宮』白馬書房